# El amor no tiene precio
El amor no tiene precio é uma telenovela mexicana produzida por Alfredo Shwarz para a Televisa, em co-produção com a rede Fonovideo e exibida entre 26 de setembro de 2005 a 14 de outubro de 2006, substituindo Piel de otoño e sendo substituída por La fea más bella, em 280 capítulos.
Foi protagonizada por Susana González e Víctor Noriega e antagonizada por Alba Roversi, Eugenia Cauduro, Víctor González, Gabriela Vergara, Katie Barberi e Susana Dosamantes.

## Sinopse
María Liz González Alexander mora em um bairro pobre da cidade de Miami, com seu avô materno, um idoso inglês chamado Henry Alexander. María Liz tinha 12 anos quando sua mãe, depois que seu marido a abandonou, caiu em profunda depressão e morreu pouco depois. O Sr. Alexander acabara de perder sua fortuna em um crash do mercado de ações e o golpe adicional da morte de sua filha afetou sua mente. Com esforço e determinação, María Liz conseguiu terminar os estudos e tornar-se enfermeira, mas não abandonou o sonho de estudar medicina. Com o que ganha do trabalho, ele sustenta o avô, que ainda guarda uma mala cheia de ações e jura que um dia vai recuperar sua fortuna. María Liz também ajuda o namorado, Marcelo, que estuda engenharia. Mas Marcelo é um homem egoísta que só pensa em terminar o curso e deixar o bairro assim que conseguir um bom emprego, esquecendo-se dos sacrifícios de seus pais e de María Liz.
Sebastián Monte y Valle Cevallos mora em um elegante bairro da cidade com sua mãe, Doña Lucrecia Cevallos Vda. de Monte e Vale. Sebastián é engenheiro civil; um homem íntegro, trabalhador e autoconfiante que detesta o mundo falso em que vive sua mãe, que foi despojada da fortuna herdada do marido pelos sogros e baseado no trabalho e sacrifícios manteve a aparência de um Alto padrão de vida.
Marcelo Carbajal Méndez consegue um emprego na construtora onde Sebastián trabalha e imediatamente esquece sua promessa de casamento com María Liz. Começa a intrigar para conseguir o posto de de Sebastián e também com sua noiva, Araceli Montalbán Torreblanca, que é filha do dono da construtora.
Quando um trabalhador se machuca em um acidente, Sebastián o leva ao hospital onde María Liz trabalha. Embora o primeiro encontro seja conflituoso, Sebastián reconhece que ela é uma enfermeira muito boa e logo depois a contrata para cuidar de sua mãe. Mas Dona Lucrecia começa a inviabilizar a vida da jovem quando percebe que seu filho está apaixonado por María Liz, e ela por ele. Doña Lucrecia quer para seu filho a segurança econômica e o nível social que seu casamento com a frívola e superficial Araceli lhe daria, mas Sebastián encontrou em María Liz a mulher dos seus sonhos, uma mulher nobre, forte e sincera que sabe que "Amor não tem preço". Maria Liz tem que enfrentar vários inimigos, como Araceli, Doña Lucrecia e Rosalía Padillo que acaba sendo sua pior inimiga.

## Elenco[3]
- Susana González - María Liz González Alexander / María Elizabeth Montalbán Alexander
- Víctor Noriega - Sebastián Monte y Valle Cevallos
- Víctor González - Marcelo Carbajal Méndez
- Eugenia Cauduro - Araceli Montalbán Torreblanca
- Susana Dosamantes - Lucrecia Cevallos Vda. de Monte y Valle
- Gabriela Vergara - Ivana Santa Lucía Almonte Vda. de Montés / Ivana Montalbán Alexander
- Roberto Vander - Germán Garcés
- Alma Delfina - Flor Méndez de Carbajal
- Jorge Martínez - Miguel Augusto Montalbán / Abel Montalbán
- Julieta Rosen - Coralia Alexander de Herrera
- Alba Roversi - Rosalia Padillo
- Alejandro Ávila - Arnaldo Herrera
- Katie Barberi - Engracia Alexander "La Chacala"
- Víctor Cámara - Nelson Cisneros
- Miguel Durand - Felipe González Limantour / Arturo González Del Olmo
- Yul Bürkle - Mariano Luján
- Maite Embil - Clara
- Geraldine Bazán - Elizabeth Luján / Elizabeth Monte y Valle González
- Altaír Jarabo - Vanessa Monte y Valle González
- Claudia Reyes - Yolanda
- Ismael La Rosa - Juan Carlos Carbajal
- Maritza Bustamante - Federica "Kika" Méndez
- Raúl Xiques - Luciano Robles del Campo
- Oswaldo Calvo - Mr. Henry Alexander
- Miguel Ángel Biaggio - Camilo Marín
- Alan - Víctor Manuel Prado
- Juan Carlos Gutiérrez - Oscar Robles
- Carlos Yustis - Nicolás
- Eduardo Ibarrola - Joaquín
- Tania López - Rayo Azul
- Martha Acuña - Rebeca
- Antonio M. Suárez - José
- Anabel Leal - Clementina Méndez
- Pablo Cheng - Farolito
- Angie Russian - Cristina
- Mario Liberti - Pedro León
- Frank Carreño - Jaime
- Gladys Cáceres - Hermosura
- Ivonne D'Liz - Severa
- Sabrina Olmedo - Keyla
- Nicole García - Vanessa "Vanessita" Monte y Valle González (niña)
- Julieta García - Ligia Elena
- Tobías Yrys - Gilberto
- Camilo Sáenz - Puma
- Ronny Montemayor - Andres
- Juan Martín Jáuregui - Cobra
- Thaily Amezcua - Irene
- Michelle Jones - Jackie
- Julio Ocampo - Rubén
- Enrique Rodríguez - Mario
- Tatiana Capote
- Rudy Pavón - Abogado
- Frank Zapata - Oficial de policía

## Audiência
Obteve média geral de 10 pontos.

## Outras Versões
- "Regina Carbonell", telenovela venezuelana produzida pela RCTV em 1972 e protagonizada por Doris Wells e Edmundo Arias.
- "Pobre señorita Limantour", telenovela mexicana produzida por Carla Estrada em 1987 para Televisa com Ofelia Cano, Víctor Cámara e Úrsula Prats.